# Franco Jara
Franco Jara est un footballeur international argentin né le 15 juillet 1988 à Villa María.

## Biographie

### Ses débuts à l'Arsenal de Sarandi
Jara fait ses débuts pour Arsenal de Sarandi dans une défaite à domicile 0-1 contre Argentinos Juniors, le 23 mai 2008. Il marque son premier but pour le club le 10 avril 2009 dans un match nul 1-1 à Colón.
Le 30 janvier 2010, Jara signe un contrat de cinq ans avec club portugais Benfica pour une indemnité de transfert versée à Arsenal de Sarandi d'un montant de 5,5 millions d'euros, en vigueur pour le début de la saison 2010-2011.

### FC Dallas
Le 10 janvier 2023, le FC Dallas annonce avoir obtenu une résiliation à l'amiable avec Franco Jara à l'aube de la saison 2023 de Major League Soccer.

## Équipe nationale
Le 19 janvier 2010, Jara a été appelé en équipe nationale d'Argentine pour un match amical contre le Costa Rica. Le match s'est terminé sur un score de 3-2, Jara marquant le but gagnant. Le 10 février 2010, il a fait sa deuxième apparition internationale dans une victoire 2-1 contre la Jamaïque.

## Palmarès
- Championnat de Grèce : 2015
- Coupe de Grèce : 2015
- Ligue des champions de la CONCACAF 2016-2017